# Aethiocarenus
Aethiocarenus é um gênero extinto de insetos com uma única espécie (Aethiocarenus burmanicus), descrita a partir de um fóssil com 98,79 ± 0,62 milhões de anos de idade, encontrado em âmbar no Vale do Hukawng de Mianmar. O inseto é incomum devido ao vértice da cabeça, em formato de triângulo isósceles reto, estar ligado ao pronotum oposto à hipotenusa. Aethiocarenus é o único membro da família Aethiocarenidae e da ordem Aethiocarenodea.

## Descrição
Aethiocarenus foi, provavelmente, um onívoro e tinha um corpo longo e fino,  liso, com pernas finas. Tinha glândulas no pescoço que provavelmente secretavam uma substância química usada contra predadores.